# Encyclops caerulea
Encyclops caerulea är en skalbaggsart som först beskrevs av Thomas Say 1827.  Encyclops caerulea ingår i släktet Encyclops och familjen långhorningar. Inga underarter finns listade i Catalogue of Life.